# Fennsíkok csavargója
A Fennsíkok csavargója (eredeti cím: High Plains Drifter) 1973-ban bemutatott western. Rendező és főszereplő Clint Eastwood.
Egy vadnyugati apró település egy rejtélyes idegent fogad fel, hogy megvédje őket néhány bűnözőtől, akik most szabadulnak a börtönből. Az idegen felforgatja a városka életét, ahol nem a három bandita a legnagyobb bűnös.
A filmre hatással voltak Eastwood két jelentős mentora, Sergio Leone és Don Siegel filmjei.

## Cselekménye
|  | Alább a cselekmény részletei következnek! |

A történet egy kicsiny vadnyugati városkában játszódik, ami szeretné megvédeni magát az éppen akkor szabadult három banditától. Erre kapóra jön a városba érkezett idegen. Kiderül, hogy nem a három bandita az igazi bűnös.
Egy magányos lovas belovagol a Lago nevű városkába. Az ivónál áll csak meg, ahol kiköti lovát, és egy sört, valamint egy üveg töményet rendel. Az ivóban három fegyveres kötekedni kezd vele. Átmegy a borbélyhoz, hogy borotválkozást és fürdőt rendeljen, a három kötekedő ide is követi. Ezeket egy-egy lövéssel leteríti, még a megborotválása elkezdése előtt. Ez nagyon megtetszik egy Mordecai nevű, törpe növésű férfinak, aki megbarátkozik vele. Az utcán egy vonzó, szőke nő, Callie Travers ütközik a vállának és sértegetni kezdi. Rövid vita után az idegen bevonszolja egy istállóba és megerőszakolja. A szállodában szobát vesz ki. Amikor kezd elaludni, egy emlékképen egy férfit hárman véresre korbácsolnak. Később kiderül, hogy a városka békebíróját három fegyveres, Stacey Bridges, Dan Carlin és Cole Carlin halálra korbácsolta, miközben a városka lakói nem csináltak semmit, hogy ezt megakadályozzák. Csak Sarah Belding, Lewis Belding szállodatulajdonos felesége mozdult meg, hogy odamenjen, és megmentse Jim Duncant, de férje visszatartotta.
A következő nap reggelén az idegen ismét a borbélyhoz megy, hogy ezúttal tényleg megfürödjön. Shaw, a seriff felkeresi és elmondja neki, hogy eltekint a letartóztatásától a három férfi meggyilkolásáért. Ugyanitt felkeresi az előző nap megerőszakolt nő is, aki egy pisztolyból több lövést ad le rá, de nem találja el (az idegen eközben a víz alá merül).
Közben a település férfi tagjai megbeszélést tartanak, aminek tárgya a három elítélt, akik aznap szabadulnak egy közeli börtönből. Mivel a három meggyilkolt férfi volt a város fegyveres védője, ezért önként adódik, hogy az idegen álljon a helyükre. Később kiderül, hogy a városka joggal tart a három banditától, mivel átverték őket – a három fegyveres ölte meg a békebírót, aki rájött, hogy a helyi bánya szabálytalanul, állami földön létesült. A három fegyveresnek később csalétekként a bányairodában aranyat helyeztek el, amit azok elraboltak, ezért egy évre börtönbe csukták őket.
Az idegen eleinte nem akarja elvállalni a védelmet, majd amikor a seriff felajánlja, hogy minden kívánságát teljesítik, először a vegyesboltban egy öreg indiánnak takarókat ad, majd nyerget, csizmákat, egy marék szivart vesz magához és a kocsmában mindenkinek italt rendel. Mordecait nevezi ki seriffnek és polgármesternek. Elrendeli, hogy az egész várost fessék be piros festékkel, és készítsenek a banditák fogadására asztalokat. A férfiak kiképzését is megkezdi: az épületek tetejére küldi őket és kocsiban szállított három szalmabábra kell puskából lövöldözniük. Az idegen a városka névtáblájára saját kezűleg festi a „Hell” (=pokol) szót. A szállodából elküldi a vendégeket. Az asztalok készítéséhez a szállodás pajtájának deszkáit kell felhasználni, amit az nehezményez, de nem tehet semmit ellene. Egy egész ökröt is meg kell sütniük.
Eközben Bridges és a Carlin fivérek kiszabadulnak a börtönből, és gyalog megindulnak a település felé, majd egy erdőben három férfi lelövésével lovakat szereznek.
A férfiak egymás közt tiltakozni kezdenek az idegen tevékenysége ellen. Felmerül, hogy el kellene küldeni. Abban egyeznek meg, hogy még egy napig eltűrik a tevékenységét, addigra a banditák odaérnek és jó esetben ő elintézi őket, utána pedig megszabadulnak tőle. Négy férfi azonban ezt nem várja meg. Az idegen aznap estére kétszemélyes vacsorát rendelt, amin rajta kívül Callie Travers vesz részt, aki látszólag nem neheztel rá. A szállodás felesége kelletlenül, de kiszolgálja őket. Callie Travers az éjszaka közepén halkan kisurran a szobából. Nem sokkal később a négy férfi beoson és botokkal nekiesik az ágynak, ahol korábban az idegen feküdt. Ő azonban a szomszéd szobában van, és egy meggyújtott dinamitrudat hajít a helyiségbe. Ketten meghalnak a robbanásban, egyet az idegen lelő, Morgan pedig lovon elmenekül (neki a jobb karja kapta a lövést). Mivel Belding elszólja magát, hogy köze volt a támadáshoz, az idegen az egyetlen épen maradt szobába megy és magával vonszolja Belding feleségét. Az asszony eleinte egy ollóval akar nekitámadni, de amikor az idegen megcsókolja, a karjaiba omlik.
Reggel az idegen kilovagol a városból és Morgan vérző nyomait követve észreveszi a banditákat egy sziklás mélyedésben. Morgan elmondásából kiderül, hogy ő is a banditák szövetségese volt, és most is együttműködést ajánl nekik, de Stacey nem kér belőle és egy vékony faággal nyakon szúrja Morgant. Az idegen néhány lövést ad le rájuk, mire ők vadul lövöldözni kezdenek. Az egyik bandita fülét eltalálja. Mivel dinamitja is van, megtehetné, hogy megöli őket, de nyilvánvalóvá válik, hogy nem ez a szándéka. Kényelmesen visszalovagol a városba, és szól a törpe polgármesternek, hogy készüljenek fel a banditák fogadására. Az alkalomra egy hatalmas feliratot is készítettek (az idegen kívánsága szerint) ezzel a szöveggel: „Fiúk, isten hozott itthon”. Eddigre a városka összes épülete kívülről pirosra van festve. A férfiak elhelyezkednek a begyakorolt helyeiken, a tetőkön. Az idegen eközben a település másik végén kilovagol.
Amikor a banditák megérkeznek, szinte semmilyen ellenállásba nem ütköznek: a tetőkön lévő puskások nem sütik el a fegyverüket, ők azonban egy-egy lövéssel leszedik néhányukat. A bánya főnökét Stacey Bridges öli meg, amikor az a vízbe menekül. Az este beálltával az ivóba terelték a lakosságot, az épületek nagy részét felgyújtották. Bridges egy üvegből folyamatosan töményt iszik, amiből időnként a többiek is kapnak.
Amikor Stacey kiküldi Cole-t, hogy készítse elő a lovakat, Cole azonban nem sokkal később visszajön és megáll az ajtóban. Egy korbács a nyakára tekeredik és kirántja az ivóból. A lángok előtti alak az idegen, aki a korbácsával újra és újra lesújt, amíg Cole Carlin meg nem hal. A lakosok és a banditák megkövülten hallgatják az ismerős korbácssuhogást és egy ember könyörgését. Amikor csend lesz kint, a véres korbács berepül a lengőajtó fölött. Ekkor a két bandita előbb kitereli az embereket, majd maguk is kimennek. Cole holtteste mellé valahonnan két égő dinamitrúd esik, mire mindenki szétszalad, de a „dinamit” nem robban fel. Dan szól Staceynek, hogy nincsenek meg a lovaik, majd a két bandita szétválik, de Dan Carlint hamarosan eléri a végzete egy nyakára szoruló kötél formájában. Stacey vaktában össze-vissza lövöldöz, majd amikor abbahagyja valakinek a suttogását hallja: „Segíts!”. Amíg a fegyverét tölti, az idegen lovagiasan megvárja, majd amikor Stacey felemelné a fegyverét, az idegen előbb kilövi a kezéből a pisztolyt, majd háromszor mellbe lövi. Ekkor Belding egy puskával megpróbálja lelőni az idegent, de mielőtt ezt megtenné, egy lövés dörren, ami Beldinget találja el. A lövést Mordecai adta le a pisztolyából. Ez volt az egyetlen lövés, amit a lakosok a városuk védelmében leadtak.
Másnap az idegen némán kilovagol a városból. Az egyetlen, aki mellett megáll egy pillanatra, a szállodás felesége, aki előző reggel azt mondta a férjének, hogy elhagyja és most egy egylovas, nyitott kocsiba száll be. A település szélén az idegen megáll Jim Duncan békebíró sírjánál, aki addig jeltelen sírban feküdt. Mordecai most ezt faragta a fejfájába: „Jim Duncan békebíró, nyugodjék békében” (évszámot nem írt). Hiába kérdezi meg az idegen nevét, az csak annyit válaszol, hogy „tudod te azt”.
|  | Itt a vége a cselekmény részletezésének! |

## Szereposztás
| színész                      | szerep                              | magyar hang    |
| ---------------------------- | ----------------------------------- | -------------- |
| Clint Eastwood               | a névtelen idegen                   | Kautzky Armand |
| Verna Bloom                  | Sarah Belding, a szállodás felesége | Spilák Klára   |
| Marianna Hill (Mariana Hill) | Callie Travers                      | Timkó Eszter   |
| Mitchell Ryan                | Dave Drake                          | Vass Gábor     |
| Jack Ging                    | Morgan Allen                        |                |
| Stefan Gierasch              | Jason Hobart polgármester           |                |
| Ted Hartley                  | Lewis Belding, szállodás            |                |
| Billy Curtis                 | Mordecai                            | Maros Gábor    |
| William O'Connell            | borbély                             | Nagy Ervin     |
| Geoffrey Lewis               | Stacey Bridges, bandita             | Sörös Sándor   |
| Scott Walker                 | Bill Borders, bandita               |                |
| Dan Vadis                    | Dan Carlin, bandita                 |                |
| Anthony James                | Cole Carlin, bandita                |                |
| Walter Barnes                | Sam Shaw, seriff                    | Papp János     |
| Buddy Van Horn               | Jim Duncan békebíró                 |                |

A szinkronhangoknál az RTL Klub által megrendelt változat színészeinek neve van feltüntetve.

## Megjelenése
A filmet az Egyesült Államokban 1973 augusztusában kezdték vetíteni a mozik. DVD-n először 1998. február 24-én jelent meg.
Magyarországon DVD-n 2009. június 4-én jelent meg a Select Video forgalmazásában.

## Bevételek
A film bevételei összesen mintegy 15,7 millió amerikai dollárt tesznek ki, ebből 7 millió a kölcsönzésből.
A film már a mozibemutató idején 8 millió dollár bevételt produkált, ezzel a 11. helyen van az 1970-es évek westernjeinek sorában.

## Fogadtatás
A filmet a megjelenése óta sok kritikus dicséri, bár kezdetben többnek nem tetszett a film kritikus, dehonesztáló stílusa. A filmkritikusok véleményét összegző Rotten Tomatoes 96%-ra értékelte 23 vélemény alapján.

## A film készítése
A Malpaso és a Universal együttműködésével a forgatókönyvet Ernest Tidyman írta, aki ezt megelőzően Oscar-díjat kapott az 1972-es Francia kapcsolat forgatókönyvéért. A történetben lévő „lyukak”-at fekete humorral vagy allegóriával töltötték ki Sergio Leone hatására.
Eastwood egyedül keresett forgatási helyszíneket, egy nyitott teherautóval beutazta Oregon, Nevada és Kalifornia államokat. A várost a Mono-tó partján építették meg, mert Eastwood a területet nagyon fotogénnek találta. 40 technikus és 10 építőmunkás 18 nap alatt építette fel a várost.
Más jeleneteket a Renóban (Nevada állam) lévő Winnemucca-tónál és az Inyo National Forestben vettek fel.
A film jeleneteit időrendben rögzítették. A forgatás mindössze hat hetet vett igénybe.

## Forgatási helyszínek
- Mono Lake, Kalifornia – a filmbeli Lago település
- Inyo National Forest, Kalifornia
- Sierra Nevada, Kalifornia
- Winnemucca száraz tó, Kalifornia

## Érdekesség
- Duncan békebírót Buddy Van Horn kaszkadőr alakítja, aki hosszú ideje Clint Eastwood kaszkadőreit irányítja.
- John Wayne-nek is ajánlottak szerepet a filmben, és elküldték neki a forgatókönyvet, de ő csak a film bemutatója után néhány héttel válaszolt, és azt írta Eastwoodnak, hogy „A város lakossága nem mutatja be az amerikai úttörők igazi szellemét, ami Amerikát naggyá tette.”[10]

## Fordítás
Ez a szócikk részben vagy egészben  a   High Plains Drifter című angol Wikipédia-szócikk fordításán alapul.  Az eredeti cikk szerkesztőit annak laptörténete sorolja fel. Ez a jelzés csupán a megfogalmazás eredetét és a szerzői jogokat jelzi, nem szolgál a cikkben szereplő információk forrásmegjelöléseként.